# NGC 5431
NGC 5431 este o galaxie spirală situată în constelația Boarul. A fost descoperită în 25 aprilie 1883 de către Ernst Wilhelm Tempel. Se află la o distanță de 87,87 de megaparseci de Pământ.